# Філістович Іван Андрійович
Іван Андрійович Філістович (біл. Янка Філістовіч; 14 січня 1926, Панячиці, Вілейський район — 1952 / 1953) — білоруський націоналіст, колабораціоніст, учасник антирадянського підпілля, публіцист.

## Життєпис
Дитинство минуло в Західній Білорусі. Під час Другої світової війни, восени 1943 року, його мобілізовано в 13-й поліційний батальйон (Війлейка, Мінськ). Перед приходом Червоної армії виїхав до Німеччини. У серпні 1944 року військову частину, в якій він служив, спрямовано в Італію і там до січня 1945 року вона брала участь у боях проти англо-американських військ. У лютому 1945 року, в Чехословаччині, за спробу перейти до чеських партизан відряджено до тюрми м. Піддубиця, звідки його звільнено 8 травня 1945 року.
Після закінчення Другої світової війни Філістович емігрував до Франції. Вивчав історію в Сорбонні й в Левенському університеті. Видавав часопис «Молодь», був одним із лідерів Білоруської Незалежницької Організації Молоді у Франції (утворено на З'їзді 26 березня 1949 року). У Парижі налагодив контакт з Миколою Абрамчуком.
11 березня 1951 року — член Ради Білоруської Народної Республіки, уповноважений представник уряду БНР. У березні 1951 року взявся за місію налагодження відносин білоруської еміграції з білоруським підпіллям в БРСР. Після тримісячного вишколу на базі Кавберен його спрямовано в район, з якого походив. Брав участь в американському десанті 9 вересня 1951 року. Через свояка Петра Кушеля йому вдалося налагодити контакт з групою С. Микулича, яка складалася з 5-х людей та діяла в Ільянському районі з 1949 року.
Філістович перебрав на себе командування групою та спробував перетворити її на військово-політичну організацію. Запровадив дисципліну, проводив ідейну та конспіративну підготовку, заборонив проводити напади на місцевий актив та грабунки. Групі дав назву «Білоруські національно-визвольні збройні сили» і розпочав підготовку до революційно-політичної діяльності. З цією метою у квітні 1952 року відділ провів у В'язині під Молодечним напад на друкарню, яка друкувала газету «Шлях до комунізму». Партизани забрали друкарську машинку. Планували, що на ній мала б друкуватися назета «Живе Білорусь!». Одначе відсутність друкарських навичок, а також брак певних засобів не дозволили реалізувати цей план. 5 вересня 1952 року оперативно-військовою групою МДБ БРСР проведено операцію з ліквідації групи Філістовича. Одначе самому Філістовичеві вдалося втекти й він планував перейти кордон з Польщою, одначе 9 вересня 1952 року в селі Ярмоличі Молодечного району його заарештувала група місцевого управління МДБ. Засудив його військовий трибунал Білоруського військового округу до страти. Вирок виконано через розстріл на межі 1952 та 1953 років.